# Yesterday & Tomorrow
『Yesterday & Tomorrow』（イエスタデイ・アンド・トゥモロー）は、EARTHSHAKERのセルフカバー・ベスト・アルバム。

## 概要
ワーナーミュージック・ジャパンからリリースされた最後のアルバムであり、解散前最後にリリースされたアルバムである。また、メジャーデビュー10周年記念として発表されたベスト・アルバムである。1曲目から10曲目までは再録音源である。
本作発売後に、メンバーミーティングを行い、「使命をまっとうしての発展的解散」として、解散を発表した。
2012年にタワーレコード限定で再発売した。2012年マスター音源を採用している。

## 収録曲
1. WALL
  - 1983年のアルバム『EARTHSHAKER』収録曲。
2. MORE
  - 1984年のアルバム『FUGITIVE』収録曲。
3. RADIO MAGIC
  - 1984年のアルバム『MIDNIGHT FLIGHT』収録曲。
4. T-O-K-Y-O
  - 1984年のアルバム『MIDNIGHT FLIGHT』収録曲。
5. GARAGE
  - 1987年のアルバム『AFTER SHOCK』収録曲。
6. WHISKY AND WOMAN
  - 1985年のアルバム『PASSION』収録曲。
7. FUGITIVE
  - 1984年のアルバム『FUGITIVE』収録曲。
8. GAMBLER
  - 1986年のアルバム『OVER RUN』収録曲。
9. COME ON
  - 1985年のアルバム『PASSION』収録曲。
10. EARTHSHAKER
  - 1983年のアルバム『EARTHSHAKER』収録曲。
11. ZERO
  - 作詞：西田昌史 / 作曲：石原慎一郎
  - 新曲。
12. Say Goodbye（ライヴ・ヴァージョン）
13. 走り抜けた夜の数だけ（アンプラグド・ヴァージョン）